# Karolinów (powiat warszawski zachodni)
Karolinów – wieś w Polsce położona w województwie mazowieckim, w powiecie warszawskim zachodnim, w gminie Kampinos.
| SIMC    | Nazwa        | Rodzaj    |
| ------- | ------------ | --------- |
| 1058585 | Polski Grunt | część wsi |

Do 19 lipca 1924 wieś Polski Grunt (obecnie część wsi Karolinów) nosiła nazwę: Moskiewski Grunt (gmina Łazy, powiat sochaczewski). W latach 1975–1998 miejscowość administracyjnie należała do województwa warszawskiego.